# Hans-Ludolf Flügge

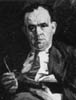
Hans-Ludolf Flügge

Hans-Ludolf Flügge (* 9. Juni 1907 in Maschen; † 7. Februar 1980 in Eversen) war Redakteur sowie Autor von hoch- und plattdeutschen Büchern, Gedichten und Theaterstücken.

## Leben
Flügge wurde 1907 in Maschen als Sohn des Bäckermeisters Peter Heinrich Ludolf Flügge und seiner Frau Christine Marie Wilhelmine Flügge geb. Schulz geboren. Er hatte einen Bruder, Paul Flügge. Hans-Ludolf Flügge verbrachte nach eigenen Worten eine wohlbehütete Kindheit und besuchte das Realgymnasium Harburg. Bereits im Alter von 15 Jahren veröffentlichte er seine erste plattdeutsche Geschichte in der ortsansässigen Zeitung. Kurz nach seiner Konfirmation verlor er 1922 innerhalb von vier Wochen Mutter und Vater.
Nach Abschluss der Schule begann er ein Studium der Zeitungswissenschaften an den Universitäten Halle und Leipzig. Anfang 1925 unterbrach er das Studium und arbeitete bei der Niedersächsischen Volkszeitung in Uelzen. Der dortige Hauptschriftleiter Axel Beste wurde sein Freund und Mentor. 1930 wurde er Redaktionsvolontär bei den "Eilenburger Neuesten Nachrichten" und dem "Bitterfelder Allgemeinen Anzeiger". Von 1930 bis 1932 setzte er sein Studium fort. 1938 wurde er Mitarbeiter der Heimatzeitung für Langenberg und Umgebung Heimat am Mittag, Langenberger Zeitung, Verlagsleiter Rudolf Hundt, Hattingen. In Langenberg war er ab der Ausgabe Nr. 92, 21. April 1938, 73. Jahrgang zuständig für „Lokales“. Von 1941 bis 1943 war er Redakteur beim Rotenburger Anzeiger. 1943 wurde er zum Militär einberufen und an der Ostfront verwundet.
1945 wurde er Redakteur in Plettenberg. anschließend in Osterrode im Harz.
1948 stellte er einen Lizenzantrag für die Zeitschrift Rotenburger Landpost (Allgemeine Unterhaltungszeitschrift für die Landbevölkerung), die aber nicht in Druck ging.
Ab 1951 war er wieder als Redakteur bei der Rotenburger Zeitung. 1953 gründete er die Wochenendbeilage der Rotenburger Zeitung "Der Heimatbote".
Sein Theaterstück Dat verdreihte Book wurde 1957 von Radio Bremen als Hörspiel veröffentlicht.
Er war verheiratet mit Gertrud Flügge-Kroenstedt, geborene Kroenstedt, die selber geschrieben hat (Was die Tanne erzählte). Seine Frau hat viele seiner Bücher illustriert.
Von 1951 bis 1980 lebte er in dem abgelegenen Haus „Birkenhöhe“ außerhalb von Eversen an der K 220 nach Westerwalsede. Er ist neben seiner Frau beerdigt auf dem Everser Friedhof, wo auch eine Gedenktafel an ihn erinnert.

## Freudenthal-Gesellschaft
Flügge war ein Bewunderer von Friedrich Freudenthal (1849–1929). 1921 kam es zu einer kurzen Begegnung in Fintel. 1946 wurde der Vorläufervereins der Freudenthal-Gesellschaft in Rotenburg(Wümme) gegründete, deren erster Geschäftsführer er ab 1947 war. Am 24. August 1948 war er einer der Mitbegründer der Freudenthal-Gesellschaft und von 1955 bis 1964 deren Vorsitzender. Am 8. Mai 1949 hielt er in Bad Fallingbostel die Festrede zum 100. Geburtstag von Freudenthal. Seit 1957 wird von der Freudenthal-Gesellschaft der Freudenthal-Preis ausgeschrieben, den Flügge ins Leben rief. Dieser jährlich vergebene Preis zeichnet die beste niederdeutsche Arbeit (Poesie und Prosa) aus. Aufgrund seiner Verdienste wurde er 1964 zum Ehrenvorsitzenden ernannt. 1965 trat er aus der Freudenthal-Gesellschaft aus, da er mit Neuerungen nicht einverstanden war.

## Politische Einstellung
Flügge wird in verschiedenen Quellen als Pazifist beschrieben. Den Nationalsozialismus lehnte er ab. In seinen Erinnerungen an die lange Freundschaft zu seinem Mentor Axel Beste (Axel Beste, Selbstverlag, 1972) gibt er an, dass manch privat geführte Gespräch während der Zeit des Nationalsozialismus beide in Schwierigkeiten, bzw. Gefängnis hätte bringen können. Romanhaft hatte er auch bereits 1931 in seinem Buch Jedermann geht stempeln vor dem Ruf in Teilen der Bevölkerung nach einer Diktatur gewarnt. 1943 veröffentlichte er an exponierter Stelle im Rotenburger Anzeiger, Wochenendausgabe vom 27./28. März, das regierungskritische, plattdeutsche Gedicht "Dode Soldaten marschiert". Es beschäftigt sich inhaltlich mit den Verlusten an deutschen Soldaten an der Ostfront. Vermutlich wurde er aufgrund dieser Veröffentlichung als Soldat eingezogen und an die Ostfront versetzt.

## Publikationen

### Bücher
- Bauer Grimpe und sein Gott. Zillich und Droß, Bitterfeld, 1930
- Jedermann geht stempeln – Bericht aus unserer Zeit. Zillich und Droß, Bitterfeld, 1931
- Die Wiiese im Bruch. Walter Dom Verlag, Bremen, 1946 (veröffentlicht unter dem Namen seiner Frau)
- Das reiche Jahr. J. Holzwarth Verlag Iserlohn, 1947 (veröffentlicht unter dem Namen seiner Frau)
- Feuer in Tiefhorn. Verlag "Die Lampions", Wuppertal, 1948
- Die Sense, Verlag "Die neue Lese", Berlin, 1948
- Wege zu Friedrich Freudenthal. Richard Hermes Verlag, Hamburg, 1956
- Versbuch der Frühzeit, Selbstverlag, Eversen 1957 (Druck J. Gronemann, Walsrode)
- Een beeten ton Högen. Een Handvull vergnögde Geschichden ; plattdütsch Riemels un Vertellns. Freudenthal-Gesellschaft, Fallingbostel, 1958
- Ut Dag un Düster. Een Handvull plattdütsche Riemels. Verlag Otto Hundt KG, Plettenberg, 1962
- Plattdütsche Besinnung. Verlag Otto Hundt KG, Plettenberg, 1963
- Abend-Klocken. Een Hümpel plattdütsche Riemels. Heimberg, Stade 1969
- Verse von Unterwegs, Europäischer Verlag, Wien, 1969
- So liebten die alten Griechen, W. Heimberg, Stade 1971
- Lütt Wiehnachtsbook. Sasse, Rotenburg 1971
- Julie Schrader, der "welfische Schwan", W. Heimberg, Stade 1971
- Als Fabian Plunk heimkam, W. Heimberg, Stade 1971
- Axel Beste, Selbstverlag, 1972 (Druck Karl Sasse OHG Rotenburg (Wümme))
- As de Dampwagen keum. Un annere Geschichden. Gronemann, Walsrode 1973
- As ick noch Milljonär wür un annere Geschichden. Gronemann, Walsrode 1973
- Kinner. Veel ton Högen, – aber ok’n beeten ton Nahdinken... Gronemann, Walsrode 1973
- Spaß üm de Kark. Gronemann, Walsrode 1973
- Fahrt zu Gesine, J.G. Bläschke Verlag, Darmstadt 1973
- Geschichden ut Quaddelbüttel. Gronemann, Walsrode 1974
- Unvergeßliche Swaantje. Gronsmann, Walsrode 1974
- Vun de Deerters. Gronemann, Walsrode 1974
- Rilkefeier in Klein Klötzenbach, J. G. Bläschke Verlag, Darmstadt 1974
- Een grusliche Fohrt un annere Geschichden. Gronemann, Walsrode 1975
- Dat Middel un annere Geschichden. Gronemann, Walsrode 1975
- Die Nacht mit Claire Waldoff. J. Gronemann KG.1975
- Melken mit Musik un annere Geschichten. Gronemann, Walsrode 1975
- Das seltsame Leben des Lehnhardt Vermehren, J. G. Bläschke Verlag, Darmstadt 1975
- Soldatenleben, J. Gronemann KG, Walsrode 1975
- Ruth Schaumann – eine Freundschaft in Briefen, 1975
- Noch’n beeten Spaß. Gronemann, Walsrode 1976
- Dat Wunner un annere Geschichden. Selbstverlag, Eversen 1977
- Rund üm Wiehnachten. Vertellns, Gedanken un Riemels. Gronemann, Walsrode 1977
- Sperrmüll un annere Geschichden. Selbstverlag, Eversen 1977
- Rilke und Liliane, Gronemann, Walsrode 1977
- Begegnung mit Clara Rilke, 1977[6]
- Keine Angst vor Hermann Löns, Gronemann, Walsrode 1977
- Tiergeschichtem, J. Gronemann KG, Walsrode 1977
- Driewjagd in’n Dörp. Selbstverlag, Eversen 1978
- So wurde Rainer Maria Rilke verleumdet, Selbstverlag, verm. J. Gronemann KG, Walsrode 1978
- Besuch bei den Indianern, J. Gronemann KG, Walsrode 1978
- Jesus is mit in’n Schipp. Erweiterte Neuauflage von Plattdütsche Besinnung, Gronemann, Walsrode 1978
- Lach ok mal mit. Gronemann, Walsrode 1978
- Scheefsnut. Selbstverlag, Eversen 1978
- Die Brüder Freudenthal. Selbstverlag, Eversen 1979
- Jagd dörch de düstere Nacht. Selbstverlag, Eversen 1979
- To Enn un annere Vertellns. Selbstverlag, Eversen 1979
- Wunnerliche Lüd. Een beeten to’n Grienen, een beeten mehr to’n Nahdinken. Gronemann, Walsrode 1983

### Theaterstücke
- Dat verdreihte Book. Einakter. Hermes, Hamburg 1949 (Theaterspiel)
- De Rebelljoon, 1950
- De goode Partie. Een vergnögt Spill in dree Törns mit Leedern; nah de Idee vun "Charleys Tante". [ca. 1970] (Theaterspiel)
- Deernsbüxen. Een vergnögt lütt Speel üm Tru und Leew in twee Biller. [ca. 1970] (Theaterspiel)
- Opa mutt weg! Een ernsthafftigt Spill ut us Tied in veer Biller. [ca. 1970] (Theaterspiel)

### Sonstige Veröffentlichungen
- Die Stiftungsurkunde der Kirche von Wriedel, in: "Der Heidewanderer", 1935